# Oreocharis fargesii
Oreocharis fargesii är en tvåhjärtbladig växtart som först beskrevs av Adrien René Franchet, och fick sitt nu gällande namn av Mich. Möller och A. Weber. Oreocharis fargesii ingår i släktet Oreocharis och familjen Gesneriaceae. Inga underarter finns listade i Catalogue of Life.